# 50 Aquarii
50 Aquarii, som är stjärnans Flamsteed-beteckning, är en ensam stjärna belägen i den mellersta delen av stjärnbilden Vattumannen. Den har en skenbar magnitud på 5,76  och är svagt synlig för blotta ögat där ljusföroreningar ej förekommer. Baserat på parallaxmätning inom Hipparcosuppdraget på ca 12,3 mas, beräknas den befinna sig på ett avstånd på ca 266 ljusår (ca 81 parsek) från solen. Den rör sig närmare solen med en heliocentrisk radialhastighet på ca -21 km/s. Stjärnan är belägen nära ekliptikan och är därför föremål för ockultationer med månen.

## Egenskaper
50 Aquarii är en gul till orangeröd jättestjärna av spektralklass G7.5 III, som med 87 procent sannolikhet befinner sig på den röda jättegrenen. Den har en massa som är ca 2,5 gånger större än solens massa, en radie som är ca 14 gånger större än solens och utsänder från dess fotosfär ca 104 gånger mera energi än solen vid en effektiv temperatur av ca 4 900 K.